# Raúl Eduardo Vela Chiriboga
Raúl Eduardo Vela Chiriboga (Riobamba, 1 januari 1934 – Quito, 15 november 2020) was een Ecuadoraans geestelijke en kardinaal van de Rooms-Katholieke Kerk.
Vela Chiriboga werd op 28 juli 1957 tot priester gewijd. Op 20 april 1972 werd hij benoemd tot hulpbisschop van Guayaquil en tot titulair bisschop van Ausafa;  zijn bisschopswijding vond plaats op 21 mei 1972. Op 29 april 1975 volgde zijn benoeming tot bisschop van Azogues. Hij werd op 8 juli 1989 benoemd tot ordinarius van het militair ordinariaat van Ecuador en tot titulair bisschop van Pauzera. Op 21 maart 2003 volgde zijn benoeming tot aartsbisschop van Quito, waardoor hij tevens primaat van Ecuador werd.
Vela Chiriboga ging op 11 september 2010 met emeritaat.
Tijdens het consistorie van 20 november 2010 werd Vela Chiriboga kardinaal gecreëerd, met de rang van kardinaal-priester. De Santa Maria in Via werd zijn titelkerk.
Vela Chiriboga nam deel aan het conclaaf van 2013 dat leidde tot de verkiezing van paus Franciscus. Hij overleed in 2020 op 86-jarige leeftijd.